# Rozalia Lubomirska

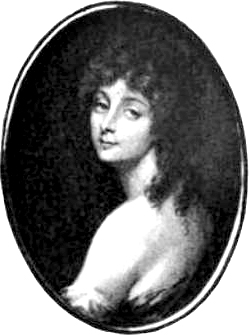
Portrait von Rosalie Lubomirska

Rozalia Chodkiewicz Lubomirska (auch Rozalia von Tschernobyl; * 16. September 1768 in Tschernobyl, Polen-Litauen, heute Ukraine; † 30. Juni 1794 in Paris, Frankreich) war die Tochter des polnischen Adligen, Jan Mikołaj Graf Chodkiewicz und der Maria Ludwika Chodkiewicz, geborene Rzewuska. Rozalia entstammte dem Adelsgeschlecht der Chodkiewicz und war durch Heirat, als Rozalia Lubomirska, Fürstin des Hauses Lubomirski.

## Leben
Die politisch aktive Lubomirska galt als eine der schönsten polnischen Frauen ihrer Zeit und heiratete 1786 Aleksander Fürst Lubomirski (1751–1804), den Kastellan von Kiew. Mit ihm hatte sie eine Tochter, Aleksandra Lubomirska (1788–1865).
Lubomirska gilt als eine der energischsten Unterstützerinnen des Vierjährigen Sejms und der neuen Verfassung vom 3. Mai 1791.
Während eines Aufenthalts in Paris hatte Rozalia Kontakt zu den Girondisten und wurde im Verlauf der Französischen Revolution als mutmaßliche royalistische Verschwörerin verhaftet und guillotiniert.